# Канурі (мова)
Канурі — діалектний континуум, носіями якого є близько 4 млн осіб (Нігерія, Нігер, Чад і Камерун, а також невеликі групи на півдні Лівії і в Судані). Належить до західної гілки сахарської сім'ї гіпотетичної ніло-сахарської макросім'ї. Раніше розглядалася як одна мова, зараз — скоріше як група взаємозрозумілих мов.

## Історія
Вважається, що мова канурі була основною мовою в зниклих імперіях Камем (Канем) і Борну, що панували в регіоні озера Чад протягом майже тисячоліття до європейської колонізації. Тривалий час мала статус місцевої лінгва франка, однак після колонізації виходить з ужитку. Другою мовою для більшості носіїв є або хауса, або арабська.

## Географічне поширення
В основному мови цієї групи поширені в низинах біля озера Чад у таких країнах: Камерун, Чад, Нігер, Нігерія і Судан.

## Діалекти
Канурі ділиться на такі діалекти, хоча окремі лінгвісти (наприклад, Cyffer 1998) розглядають їх як окремі мови:
- Центральна канурі
- Манга-канурі
- Тумар-канурі
- Канембу (найчастіше розглядається окремо від перших трьох).

## Граматика
Звичайний порядок слів — SOV. Типологічно для цієї мови незвично те, що в ній поширені як постпозитивні, так і препозитивні словозмінні афікси — наприклад, «горщик (який належить) Бінту» виражається як nje Bintu-be, букв. «Горщик Бінту маркер приналежності».
У канурі розрізняються три тони: високий, низький, спадний. Вона має велику систему приголосних ослаблень (наприклад, sa- «вони», -buna «з'їли», za-wuna «вони з'їли»).

## Письмова традиція
Як мінімум починаючи з XVI ст. традиційно записувалася африканською версією («Аджамі») арабського алфавіту, в основному для релігійних або судових цілей. З недавніх часів записується також різновидом латинського алфавіту.

### Латинський алфавіт для канурі
a b c d e ǝ f g h i j k l m n ny o p r  ɍ s sh t u w y z

## Цікаві факти
Вікіпедія мовою канурі містить всього одну статтю, і є найменшою серед мовних розділів Вікіпедії.